# Касика, Бен
Бе́нджамин Ка́сика (родился 15 апреля 1984) — американский музыкант, гитарист, бывший участник американской христианской рок-группы Skillet. Он присоединился к группе в 2001 году в возрасте 16 лет и вместе с ней записал такие альбомы как Collide, Comatose (который стал «золотым» 18 ноября 2009, а позже и платиновым) и Awake. Бену было только 12 лет, когда группа образовалась, а вступил он в неё в возрасте 17 лет. 11 февраля 2011 года Бен покинул группу.

## Карьера
Он начал играть на гитаре в возрасте 11 лет, начиная с более классического стиля, но позднее, спустя два года, переключился на электрогитару. Однако влияние на него классики можно услышать в его соло.
Касика играл на эксклюзивных GMP гитарах когда впервые попал в группу. Тем не менее, он и его напарница по гитарному делу Кори Купер вскоре сменили свои гитары на гитары марки PRS, прежде всего на PRS Singlecut и The Mira. Для альбома «Awake» Бен использовал гитару марки Gibson, а именно с Gibson Les Paul. Касика знаменит ещё и тем что вытворяет разные трюки на сцене. Начиная от его соло и заканчивая игрой на гитаре за спиной.
Во время концертов Бен часто разгуливает по своему участку сцены, и прежний барабанщик (в нашем случае барабанщица) Лори Петерс как-то сказала, что он специально так делает, чтобы покорчить ей рожи или потрястись у стояка барабана. Бен начал включать гитарные соло в сет-лист для тура «Awake and Alive»
Джон Купер, лидер, бас-гитарист и вокалист группы сказал в своем интервью на YouTube:
Мне нравится Бен за его прямоту. Бен — тот человек, который хочет быть честным по отношению к вещам.

## Другая работа
Бен является одним из владельцев марки одежды «LifeLoveMusic» (жизнь, любовь, музыка), христианской организации, которая поощряет христиан «быть светом в мире», «любить недостойных любви (или нелюбимых) и жертвовать свои жизни ради других».
Так же Бен является владельцем студии Skies Fall Studios, одним из продуктов которой является группа Random Hero. Также является продюсером группы Stria.